# Dinomyidae
I Dinomidi (Dinomyidae Peters, 1873) sono una famiglia di roditori istricomorfi a cui appartiene un'unica specie vivente, il pacarana.

## Descrizione
La famiglia, attualmente rappresentata soltanto dal pacarana, comprendeva animali di notevoli dimensioni, tra i quali specie grandi come rinoceronti, probabilmente i roditori più enormi mai esistiti. Le caratteristiche craniche e probabilmente morfologiche sono le stesse del genere Dinomys

## Distribuzione e habitat
La famiglia è presente in Sudamerica dall'Oligocene.

## Tassonomia
- Sottofamiglia Dinomyinae
  - Arazamys †
  - Branisamys †
  - Briaromys †
  - Carlesia †
  - Colpostemma †
  - Diaphoromys †
  - Dinomys
  - Doellomys †
  - Drytomomys †
  - Josephoartigasia †
- Sottofamiglia Eumegamyinae (Kraglievich, 1926)
  - Eumegamys †
  - Eumegamysops †
  - Gyriabus †
  - Olenopsis †
  - Paranamys †
  - Pentastylodon †
  - Pentastylomys †
  - Potamarchus †
  - Protomegamys †
  - Pseudosigmomys †
  - Scleromys †
  - Telicomys †
  - Tetrastylomys †